# USA:s kommunistiska parti
USA:s kommunistiska parti, CPUSA (engelska: Communist Party USA), är ett kommunistiskt politiskt parti i USA, grundat år 1919 genom en brytning i Socialist Party of America. Partiet uppstod under kampen mellan de sovjettrogna kommunisterna och trotskisterna på 1920-talet och anslöts redan vid grundandet till Komintern. Det representerade den ursprungliga kommunistiska rörelsen i USA men under årens lopp förändrades CPUSA politiskt, de första åren hade det tiotusentals medlemmar, men inre splittring liksom yttre påtryckningar ledde till en allt mer marginaliserad ställning. Idag har partiet upphört att föra en revolutionär politik och har sedan 1984 inte ställt upp i några val.

## Historia

### Grundande
Den 1 september 1919 valde vänsterflygeln inom Socialist Party of America, med stöd av runt 90 % av partimedlemmarna, att stöda partiets anslutande till Komintern. Partiledningen, bestående av reformsinnade socialister, vägrade acceptera detta och uteslöt hela avdelningar av partiet för bolsjevikiska sympatier. Vänsterflygeln krävde att de uteslutna medlemmarna skulle återinsättas, men vissa, bland andra Charles Emil Ruthenberg och Louis C. Fraina, gav upp och bildade istället ett nytt parti: Communist Party of America. Samtidigt bildade andra utbrytare, däribland John Reed och Alfred Wagenknecht, Communist Labor Party som också ville gå med Komintern. Kominterns representanter var dock inte intresserade av två separata partier i USA och krävde att de gick samman och 1920 bildades Förenade kommunistpartiet. En grupp ur Communist Labor Party fortsatte dock att operera självständigt fram till 1921 då även den uppgick i det av Komintern sanktionerade partiet som återfick namnet Communist Party of America. Endast drygt 5 % av partimedlemmarna hade engelska som modersmål, många hade immigrerat ifrån olika delar av Europa. En stor andel medlemmar hade en bakgrund i Industrial Workers of the World. Partiet var dessutom i princip unikt i USA med att aktivt rekrytera afroamerikaner, bland annat från African Blood Brotherhood, och man kampanjade mot den utbredda rasismen i samhället vilken sågs som en förlängning av kapitalistisk utsugning och kolonialimperialism.

### Stridigheter på 1920-talet

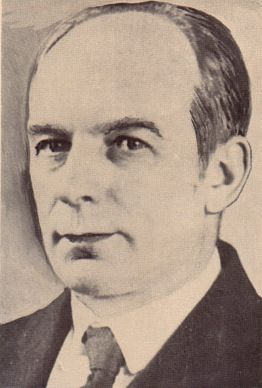
C E Ruthenberg.

Redan från början utsattes partiet för förföljelser som del av häxjakterna på misstänkta kommunister under röda faran; under lagen Sedition Act genomfördes år 1919 massarresteringar av utlandsfödda kommunister i USA och många deporterades. Kommunistpartiet gick under jorden men återuppstod som Workers Party of America år 1921 och började återigen att verka öppet. Efter beslut på Kominterns femte världskongress år 1925 riktade man inte in sig på en revolution i USA utan att istället gradvis stärka sitt inflytande hos den amerikanska arbetarklassen, men partiet drabbades samtidigt av en inre maktkamp mellan grupperingar lojala till generalsekreteraren Ruthenberg och Jay Lovestone, William Z. Foster respektive James P. Cannon. Trots att Komintern stärkte Ruthenbergs position fortsatte de inre stridigheterna, de som sympatiserade med trotskisterna uteslöts. Ruthenbergs allierade Jay Lovestone efterträdde honom som partiledare 1927 men denne tvingades avgå redan 1929 på grund av sin nära relation till Kominterns generalsekreterare Nikolaj Bucharin, som hade fallit offer för Stalins omfattande utrensningar.
Partiets ställning skadades allvarligt av Stalins politik att fördöma allt samarbete med reformsinnade socialistiska partier, inklusive socialdemokraterna i Europa vilka anklagades för att vara "socialfascister". För det amerikanska kommunistpartiets del speglades denna politik i fallande medlemssiffror: 1928 hade partiet cirka 24 000 medlemmar, 1932 hade det cirka 6000 medlemmar.

### 1930-talet och andra världskriget

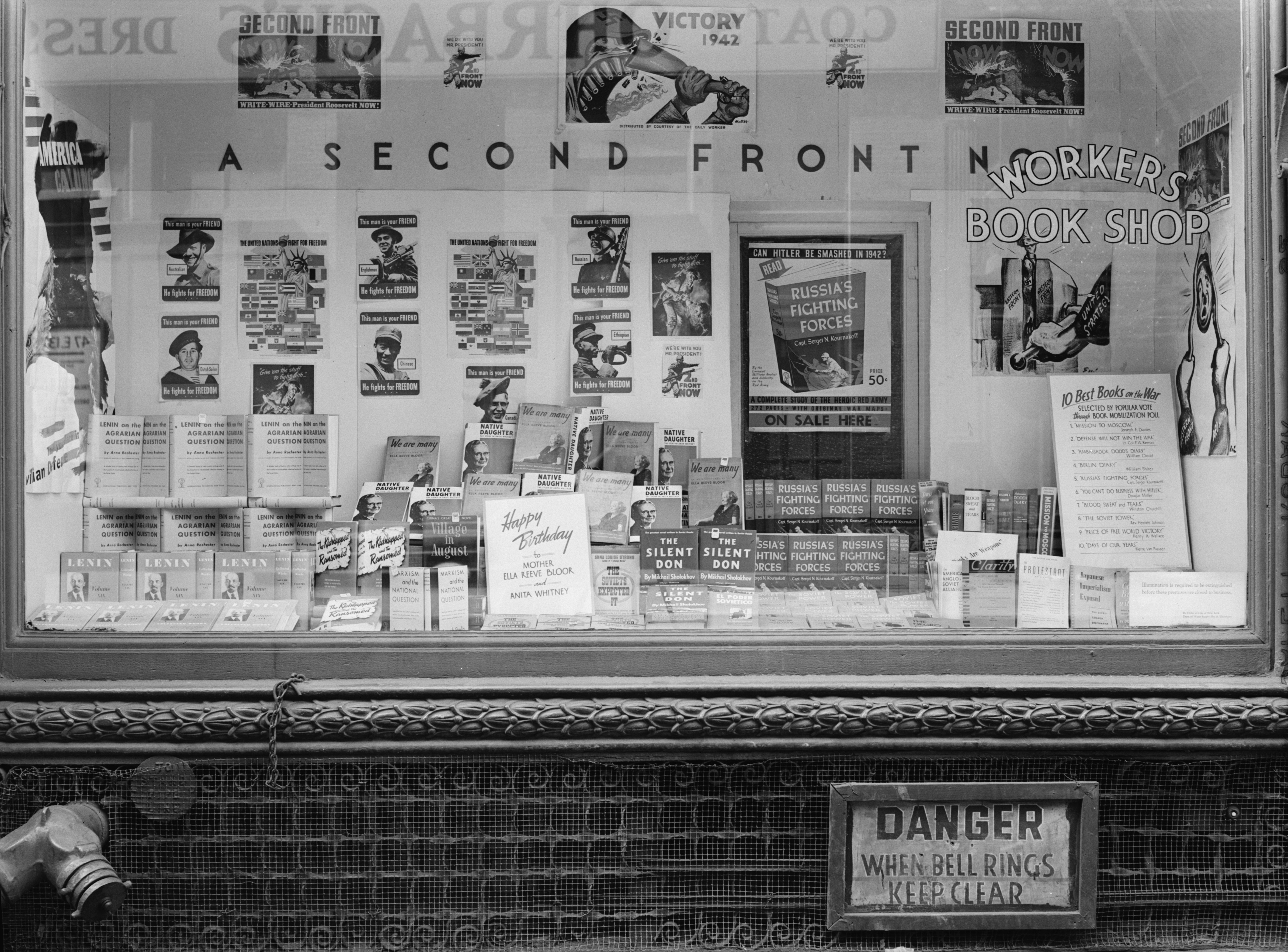
Bokhandel i New York med propaganda till stöd för en amerikansk invasion av Europa. Fotografi från 1942.

År 1930 bytte partiet officiellt namn till USA:s kommunistiska parti. Den utbredda fattigdomen i USA efter den stora depressionen gjorde att stödet för partiet ökade och man satsade särskilt på att bilda "röda" fackföreningar, förespråka afroamerikaners rättigheter och hjälpa fattigbönder och industriarbetare. Idén om att låta bilda en helt egen sovjetrepublik för afroamerikanerna övergavs vid denna tiden till fördel för en politik som fullt ut förespråkade rasintegration inom ett och samma land. Efter att Earl Browder blev generalsekreterare stärkte NKVD sin kontroll över partiet vars handlingsfrihet gentemot Stalins direktiv minskade. Valet av Franklin D Roosevelt till USA:s president 1932 och Adolf Hitlers maktövertagande i Tyskland 1933 förändrade partiplattformen helt och hållet; stödet för de kommuniststödda fackföreningarna övergavs då arbetare gick över till American Federation of Labor och på Kominterns sjunde världskongress 1935 svängde man gällande fördömandena av den icke-stalinistiska vänstern; istället skulle man genom folkfronter samarbeta mot allt fascistiskt inflytande. CPUSA började i viss mån tolerera stöd till Socialist Party of America och till och med Demokratiska partiet på grund av Roosevelts reformpaket, New Deal. Många partimedlemmar gick med Abraham Lincoln-brigaden, en huvudsakligen nordamerikansk sektion av Internationella brigaderna. Likt partiets jämlikhetssträvan kännetecknades brigaden av att, till skillnad mot USA:s armé, inte behandla afroamerikaner som rasmässigt underlägsna.
Folkfrontspolitiken ledde till ökat stöd hos den amerikanska intelligentsian och i kultursfären och 1938 låg medlemsantalet på runt 75 000, men efter Molotov-Ribbentrop-pakten 1939 mellan Nazityskland och Sovjetunionen lämnade många medlemmar partiet i protest. Under andra världskriget skiftade partiets ställningstaganden beroende på situationen i Sovjetunionen: Först var man helt emot amerikansk inblandning, övergav den tidigare fanatiska antifascismen och förespråkade fred med tyskarna då Molotov-Ribbentrop-pakten höll Sovjet utanför kriget. Efter invasionen av Sovjetunionen år 1941 svängde CPUSA ännu en gång och stödde de allierade i kriget mot Nazityskland och bedrev en eftergiftspolitik gentemot den amerikanska regeringen som bland annat tog sig uttryck i uppmaningar till strejkande arbetare att återgå till arbetet.[källa behövs] 1944 hade partiet nått ett medlemsantal på runt 80 000.

### Kalla kriget
Efter krigsslutet 1945 vidtog i USA omedelbart en ny period av röda faran med statligt godkända häxjakter på misstänkta kommunister, genom till exempel Representanthusets särskilda utskott House Un-American Activities Committee eller senatorn Joseph McCarthys anklagelser mot tjänstemän i statsförvaltningen men även genom nya massarresteringar av medlemmar i CPUSA. Klimatet hårdnade än mer efter avslöjanden om att sovjetiska agenter opererade i USA i slutet av 1940-talet då en allt större del av det amerikanska samhället tog avstånd från partiet. 1954 förbjöds officiellt USA:s kommunistiska parti. Partiet, som började verka under jord, hade vid mitten av 1950-talet knappt 5000 medlemmar varav runt 1500 var informatörer som rapporterade till FBI:s direktör J. Edgar Hoover.
Det lagstadgade förbudet mot Kommunistpartiet slutade att upprätthållas tämligen omedelbart efter 1950-talets förföljelser, men trots att man återigen kunde verka öppet ökade inte väljarstödet markant. Avstaliniseringen i Sovjetunionen liksom krossandet av Ungernrevolten 1956 skakade partiet i grunden och medlemsantalet störtdök. Under Gus Halls ledarskap rensades kritikerna mot avstaliniseringen (antirevisionisterna) ut ur partiet men även många som förespråkade fortsatt liberalisering förlorade sina partimedlemskap. Många maoister valde även att lämna partiet efter splittringen mellan Sovjet och Kina. Hall försökte öka partiets stöd under de samhällsomvälvningar som präglade USA under 1960- och 1970-talen, främst medborgarrättsrörelsen och protesterna mot Vietnamkriget, men misslyckades att vinna över den framväxande nya vänstern som tog avstånd från Kommunistpartiets fortsatt sovjetvänliga politik. CPUSA erhöll sovjetisk finansiering fram till 1980-talet och vidhöll en Moskvavänlig linje. Vid slutet av kalla kriget tog Gus Hall ställning för kuppmakarna som under augustikuppen 1991 försökte störta Gorbatjov, ett beslut som medförde ännu en allvarlig splittring i det försvagade partiet.

## Ideologi och politisk plattform
Idag förnekar partiet, som så många andra partier av den gamla Moskvatrogna (eller revisionistiska) delen i den kommunistiska rörelsen, det revolutionära i marxismen och bör snarast ses som en socialdemokratisk (eller reformistisk) rörelse. Man uppmanar sina sympatisörer att rösta på Demokratiska partiet.

## Kända medlemmar
- Paul Robeson[källa behövs]
- Pete Seeger
- W.E.B. DuBois
- Angela Davis
- Carl Skoglund

### Fotnoter
1. ↑  ”Arkiverade kopian”. Arkiverad från originalet den 7 december 2015. https://web.archive.org/web/20151207092834/http://cpusa.org/party-program/. Läst 1 mars 2015.
2. ↑  Fraser M. Ottanelli, The Communist party of the United States: from the depression to World War II (1991) s. 10
3. ↑  Ottanelli, The Communist Party of the United States: from the Depression to World War II (1991), p. 13.
4. ↑  Ottanelli, The Communist Party of the United States: from the Depression to World War II (1991), p. 43.
5. ↑  Ottanelli, The Communist Party of the United States, kap 2–3
6. ↑  Graham, Helen. (2005). The Spanish Civil War. A very short introduction. Oxford University Press. Oxford. p. 45
7. ↑  http://www.alba-valb.org/resources/lessons/african-americans-in-the-spanish-civil-war/the-war-in-spain
8. ↑  Soviet and American Communist Parties in Revelations from the Russian Archives, Library of Congress, January 4, 1996. Retrieved August 29, 2006.
9. ↑  Summers, Anthony, Official and Confidential: The Secret Life of J. Edgar Hoover. G. P. Putnam 1993, p. 191. ASIN: B000LAXNFS.
10. ↑  Belknap, Michal, R., "Foley Square Trial", in American political trials (Michal Belknap, ed.), Greenwood Publishing Group, 1994, ISBN 9780275944377
11. ↑  History of the FBI: Postwar America: 1945–1960s, Federal Bureau of Investigation (FBI), undated. Retrieved August 29, 2006.
12. ↑  ”This Day in History — History.com — What Happened Today in History”. History.com. Arkiverad från originalet den 12 februari 2010. https://web.archive.org/web/20100212043929/http://www.history.com/this-day-in-history.do?action=Article&id=2769. Läst 29 januari 2012.
13. ↑  Gentry, Kurt, J. Edgar Hoover: The Man and the Secrets. W. W. Norton & Company 1991, p. 442. ISBN 0-393-02404-0.
14. ↑  Oshinsky, David, M., A Conspiracy So Immense: The World of Joe McCarthy. Oxford University Press, USA 2005. P. 257. ISBN 0-19-515424-X.
15. ↑  Talbot, David, Brothers: The Hidden History of the Kennedy Years. Free Press 2007, p. 142. ISBN 0-7432-6918-7.
16. ↑  McAuliffe, Mary S. “Liberals and the Communist Control Act of 1954.” The Journal of American History. 63.2. (1976): 351-67.
17. ↑  http://www.bbc.com/news/magazine-26126325